# Tipula gredosi
Tipula gredosi är en tvåvingeart som beskrevs av Theowald 1980. Tipula gredosi ingår i släktet Tipula och familjen storharkrankar. Inga underarter finns listade i Catalogue of Life.